# 앙투안 세메뇨
앙투안 셀롬 세메뇨(영어: Antoine Serlom Semenyo, 2000년 1월 7일 ~ )는 가나의 축구 선수로, 현재 잉글랜드 프리미어리그의 클럽 본머스에서 뛰고 있다. 포지션은 스트라이커이다.